# Winiec (powiat ostródzki)
Winiec (niem. Winkenhagen) – wieś w Polsce położona w województwie warmińsko-mazurskim, w powiecie ostródzkim, w gminie Miłomłyn.
W latach 1975–1998 miejscowość administracyjnie należała do województwa olsztyńskiego.
W latach 1945–46 miejscowość nosiła nazwę Wikijamy.
Wieś wzmiankowana jest w dokumentach z roku 1381 jako dwór na 12 włókach. Pierwotna nazwa Windekenhayn najprawdopodobniej wywodzi się od imienia Prusa Wyndekoy. W roku 1782 we wsi odnotowano 20 domów (dymów), natomiast w 1858 w 38 gospodarstwach domowych było 315 mieszkańców. W latach 1937–39 było 337 mieszkańców. 
Na południe od wsi Winiec, przy dawnej granicy powiatu morąskiego i ostródzkiego, znajduje się las znany jako Jaśkowski Borek (niem. Hedchen, Jäskendorfer Wald).